# Nikolaus Brodszky
Nikolaus Brodszky (auch Nicolas oder Miklós Brodszky; * 20. April 1905 in Odessa, Russisches Kaiserreich als Miklos Louis Brownstein; † 24. Dezember 1958 in Hollywood, Los Angeles, Kalifornien, USA) war ein russisch-jüdischer Komponist und Musiker.

## Biografie
Brodszky schrieb in den 1930er Jahren zahlreiche Schlager, Film- und Operettenmusik.
Einen großen Teil seiner Ausbildung verbrachte er in Italien, wo er an mehreren Konservatorien studierte. Vermehrt wandte er sich der leichten Muse zu, schrieb Tanzmusiken und Operetten, womit er großen Erfolg hatte und international bekannt wurde. 
In Berlin war er für den Tonfilm als Komponist für Tonfilmoperetten tätig. Zu einem seiner bekanntesten Werke zählt der Musikfilm Gitta entdeckt ihr Herz (D 1932) mit Gitta Alpár.
1934 emigrierte Brodszky in die USA. Nach dem Zweiten Weltkrieg arbeitete er verstärkt mit Mario Lanza (Ballade „Be My Love“) sowie für den österreichischen Film. In den 1950er Jahren wurde er in der Kategorie „Bester Song“ fünf Mal für den Oscar nominiert, davon viermal im Zusammenwirken mit Sammy Cahn.

## Werke (Auswahl)
- 1931: Die große Attraktion, D (Filmmusik u. a.)
- 1932: Gitta entdeckt ihr Herz, D (Filmmusik)
- 1933: Skandal in Budapest, D/U (Filmmusik)
- 1934: Ende schlecht, alles gut, U (Filmmusik)
- 1934: Csibi, der Fratz, A (Filmmusik)
- 1934: Peter, das Mädchen von der Tankstelle A/U (Peter) (Filmmusik)
- 1934/1935: Die verliebte Königin (Operette)
- 1935: 4½ Musketiere, U/A (Három és fél muskétás) (Filmmusik)
- 1935: Katharina die Letzte, A (Filmmusik)
- 1953: Small Town Girl